# Sciton ruber
Sciton ruber är en skalbaggsart som beskrevs av Blackburn 1892. Sciton ruber ingår i släktet Sciton och familjen Melolonthidae. Inga underarter finns listade i Catalogue of Life.